# Quatre Bassets pour un danois
Pour plus de détails, voir Fiche technique et Distribution.
Quatre Bassets pour un danois (The Ugly Dachshund) est un film américain de Norman Tokar, sorti en 1966 et adapté du roman de Gladys Bronwyn Stern paru en 1938.
Le film met en scène Mark Garrison et sa femme Fran qui possèdent une chienne teckel qui donne naissance à trois adorables chiots. Lorsque Mark va chercher la maman et sa portée à la clinique, le vétérinaire le convainc d'adopter un bébé chien danois. La cohabitation entre les chiens ne se déroulant pas sans heurts, les Garrison ne tardent pas à vivre un redoutable enfer.

## Synopsis
Fran Garrison (Suzanne Pleshette) et son mari Mark (Dean Jones) sont un jeune couple heureux et les fiers propriétaires d'un teckel de concours nommé Danke. Le film commence avec eux qui montent frénétiquement dans la voiture et se dirigent chez le vétérinaire car Danke est sur le point de mettre au monde une portée de chiots. En route chez le Docteur Pruitt, l'officier Carmody tente de les arrêter pour avoir roulé à 50 km/h dans une zone de 25 km/h. Après l'avoir prévenu qu'ils sont en route pour le vétérinaire, l'officier Carmody (croyant par méprise qu'en fait Mark emmène son épouse à l'hôpital car elle est sur le point d'accoucher) s'arrête devant eux, allume les sirènes et les escorte jusqu'à l'hôpital du comté.
Une fois arrivé, il constate que M. et Mme Garrison sont passés devant lui, il enfourche  sa moto et les suit jusqu'au cabinet du vétérinaire le Docteur Pruitt. Il est alors révélé que c'est Danke qui est en train d'accoucher. Pendant que Mark est dehors à attendre Fran, l'officier Carmody le rattrape. Après que Mark l'ait remercié de les avoir aidées à se rendre chez le vétérinaire à temps, l'agent Carmody révèle qu'il avait l'impression que c'était Mme Garrison qui était en train d'accoucher et qu'il a rédigé plusieurs contraventions pour infraction au code de la route, pour un montant total de 110 dollars.  Le lendemain, lorsque M. Garrison arrive chez le vétérinaire pour prendre Danke et ses trois chiots femelles (Wilhelmine, Heidi et Clotilde), le Dr Pruitt (Charlie Ruggles), vétérinaire, mentionne que son grand Danois femelle, Duchesse, a également donné naissance à une porté de chiots, mais a repoussé un de ses chiots mâles parce qu'elle n'avait pas assez de lait pour lui.
Le Docteur Pruitt convainc Mark de ramener le chiot du Grand Danois à la maison parce que Danke avait trop de lait, et qu'elle pourrait le nourrir jusqu'au sevrage. Lorsqu'il arrive à la maison et que Fran remarque qu'il y a un autre chiot, elle est surprise mais ne soupçonne pas que le chiot est d'une autre portée et rappelle à Mark qu'il doit remercier Danke de lui avoir donné un mâle comme il l'a toujours voulu. Il finit par dire la vérité à Fran sur le chiot mâle et l'appelle Brutus. En grandissant avec les chiots Teckel de Fran, Brutus croit qu'il est l'un d'entre eux et acquiert des manières, comme se pencher près du sol pour marcher. Les teckels sont des créatures malicieuses et mènent le pauvre Brutus sans méfiance à travers une série de mésaventures comiques où l'officier Carmody (aujourd'hui sergent Carmody) est poursuivi dans un arbre, le studio de Mark est éclaboussé de peinture et une garden-party tourne au vinaigre.
Fran veut que Mark retire Brutus de la maison une fois pour toutes, mais lorsque Brutus sauve son chiot préféré, Chloe, du camion à ordures, elle change d'avis. Mark et Fran inscrivent leurs chiens à une exposition canine où Brutus rencontre d'autres chiens de sa race. Il remarque une femelle Arlequin Grand Danois et se met au garde-à-vous. Il remporte deux rubans bleus. Brutus découvre enfin ce que c'est que d'être un Grand Danois, surtout en se faisant respecter par les teckels.

## Fiche technique
- Titre original : The Ugly Dashshund
- Titre français : Quatre Bassets pour un danois
- Réalisation : Norman Tokar assisté de Tom Leetch, Arthur J. Vitarelli (seconde équipe)
- Scénario : Albert Aley, d'après le livre de Gladys Bronwyn Stern
- Photographie : Edward Colman
- Montage : Robert Stafford
- Direction artistique : Carroll Clark, Marvin Aubrey Davis
- Décors : Emile Kuri, Frank R. McKelvy
- Costumes : Gertrude Casey, Chuck Keehne
- Maquillage : Pat McNalley
- Coiffure : La Rue Matheron
- Musique : George Bruns
  - Orchestration : Franklyn Marks
- Effets spéciaux : Eustace Lycett
- Dressage animaux : William R. Koehler, Glenn Randall
- Technicien du son : Robert O. Cook (supervision), Evelyn Kennedy (montage)
- Production : Winston Hibler, Walt Disney
- Société de production : Walt Disney Productions
- Société de distribution : Buena Vista Distribution Company
- Pays de production :  États-Unis
- Langue : anglais
- Format : couleurs - 35 mm - 1,66:1 - Son mono
- Genre : comédie
- Durée : 95 minutes
- Film tout publics
- Dates de sortie :
  - États-Unis : 16 février 1966
  - France : 22 mars 1967[1]

Sauf mention contraire, les informations proviennent des sources concordantes suivantes : Leonard Maltin et IMDb

## Distribution
- Dean Jones (VF : Dominique Paturel) : Mark Garrison
- Suzanne Pleshette (VF : Lily Baron) : Fran Garrison
- Charlie Ruggles (VF : Jean Ozenne) : Dr. J.L. Pruitt
- Kelly Thordsen (VF : Pierre Collet) : Officier Carmody
- Parley Baer (VF : Richard Francœur) : Mel Chadwick
- Robert Kino (VF : Jean Berton) : Mr. Toyama
- Mako (VF : Gérald Castrix) : Kenji
- Charles Lane (VF : Maurice Pierrat) : le juge
- Dorothy Konrad (VF : Lita Recio) : la grosse dame portant un basset
- Gil Lamb (VF : Jacques Balutin) : le laitier
- Dick Wessel (VF : Claude Bertrand) : Eddie, l'éboueur

Source : Leonard Maltin, Dave Smith et IMDb

## Sorties au cinéma
Sauf mention contraire, les informations suivantes sont issues de l'Internet Movie Database.
- États-Unis :
  - 4 février 1966 (première)
  - 16 février 1966 (sortie nationale)
- Royaume-Uni : 18 avril 1966
- Japon : 27 avril 1966
- Brésil : 15 juillet 1966
- Irlande : 7 mars 1967
- France : 22 mars 1967
- Allemagne de l'Ouest : 12 mai 1967
- Suède : 22 mai 1967
- Pays-Bas : 6 juillet 1967
- Danemark : 25 août 1967
- Uruguay : 23 septembre 1967 (Montevideo)
- Finlande : 20 octobre 1967
- Mexique : 26 octobre 1967
- Espagne : 20 octobre 1969 (Madrid)

## Origine et production
Le public ayant bien accueilli les précédentes productions animalières du studio, Disney continue donc à en produire. Leonard Maltin explique que la formule est réutilisée une fois de plus avec des scénaristes optant pour les solutions faciles, les actions et leurs réactions toujours prévisibles bien que le studio Disney fourmille de talents et d'imagination.
L'un des éléments clés et récurrents du film réside dans les scènes de destruction par les chiens. L'une des plus importantes non pas en taille mais en qualité est celle de l’atelier de peinture, où chaque tube ou récipient est renversé. Parmi les autres scènes de destruction, on peut noter celle de la balle dans le salon et celle de la fête dans le jardin des Garrison. Le rôle du chien danois, Brutus, a été donné à un chien de trois ans, dressé et vainqueur du prix Great Dane, nommé Diego of Martincrest mais il a été doublé pour certaines scènes par un chien plus expérimenté nommé Duke, aussi utilisé dans Les Robinsons des mers du Sud (1960).
L'arrière plan de la ville a été tournée au pied d'une colline artificielle des studios Disney à Burbank. La scène humoristique de l'exhibition canine basée sur le concept de « tel chien, tel maître » est une réutilisation d'un concept développé au début du film Les 101 Dalmatiens (1961). Pour les personnages humains, assez superficiels selon Maltin, le studio fait appel à des acteurs résumant l'américain moyen Dean Jones et Suzanne Pleshette. Ils tourneront à nouveau ensemble dans des productions Disney, Le Fantôme de Barbe-Noire (1968) et Un candidat au poil (1976). Un vétéran de la comédie, Gil Lamb interprète un vendeur de lait.
Le moyen-métrage Winnie l'ourson et l'Arbre à miel (1966) était présenté en première partie du film lors de sa première exploitation. Le film a été diffusé dans l'émission The Wonderful World of Disney en deux parties les 3 et 10 novembre 1968 sur NBC dans une version écourtée.

## Analyse
Pour Leonard Maltin, Quatre Bassets pour un danois, est une comédie avec de mignons animaux un peu fous, conçue et réalisée durant une pause déjeuner. Il compare ainsi l'adage voulant que la télévision soit conçue pour un esprit d'un enfant de 12 ans et considère que l'intrigue du film est pour un âge inférieur mais c'est ce qui en a fait son succès. Il considère aussi que l'utilisation d'un réalisateur tel que Norman Tokar pour un tel film est une perte de temps.
Le Time donne selon Maltin le meilleur résumé : « une telle comédie est trop aseptisée pour des enfants, trop délurée pour les cynophiles et qu'elle persuade les jeunes adultes que les films avec du sexe et de la violence ne peuvent pas être si mauvais. » Alors que le film Calloway le trappeur sorti un an plus tôt n'avait pas attiré les foules, ce film rapporte au studio 6 millions de dollars, et pour Maltin il est difficile d'argumenter contre ce genre de résultat.